# Anna Przybylska
Anna Przybylska, född 26 december 1978 i Gdynia, död 5 oktober 2014 i Gdynia, var en polsk skådespelare och modell.

## Filmografi
- Złotopolscy (1997) TV Series som Marylka Baka
- Ciemna strona Venus (1997) som Suczka
- Lot 001 (1999) som Julia
- Sezon na Leszcza (2000) som en flicka
- Lokatorzy (2001) som Krysia's sister
- Kariera Nikosia Dyzmy (2002) som Jadzia
- Rób swoje ryzyko jest Twoje(2002) som Beata
- Superprodukcja(2002) som Donata Fiok
- Daleko od noszy (2003) TV Series som Doktor Karina
- Królowa chmur (2004) som Kasia
- Pojedynek mistrzów (2004)
- RH+ (2005) som Marta
- Solidarność, Solidarność (2005) som sekreterare
- Wszyscy jesteśmy Chrystusami (2006)
- Ryś (2006) som Jolka
- Dlaczego nie! (2006) som en stjärna
- Lekcja pana Kuki (2007) som Alicja
- Warsaw Dark aka Izolator (2008) som en call-girl
- Złoty Środek (2009) som Mirka och Mirek